# 플로리다 이스트 코스트 리그
플로리다 이스트 코스트 리그(Florida East Coast League)는 미국 플로리다주 대서양 해안을 근거지로 했던 마이너 리그 베이스볼 리그이다. 1940년부터 1942년까지 클래스 D 수준의 리그로 운영되었다가, 1972년에 루키 리그로 1년 동안 운영된 뒤 폐지되었다.

## 소속 구단

### 1940~1942
| - 코코아비치 플라이어스 - 드랜드 레드햇츠 - 포터로더데일 타폰스 - 포트 피어스 봄버스 - 할리우드 치프스 - 마이애미비치 플라밍고스 | - 마이애미비치 타이거스 - 마이애미 세미놀스 - 마이애미 와후스 - 올랜도 세너터스 - 웨스트팜비치 인디언스 |

### 1972
- 코코아 애스트로스
- 코코아 엑스포스
- 멜버른 레즈
- 멜버른 트윈스